# Primera Divisió 2014/15
Het seizoen 2014/15 was het twintigste seizoen dat om het landskampioenschap van Andorra in het voetbal werd gestreden. Het kampioenschap bestond uit twee rondes, waarbij in de eerste ronde alle clubs elkaar twee keer bekampten, voor een totaal van veertien wedstrijden per club. De vier best geklasseerde clubs aan het einde van deze ronde spelen in de kampioensgroep, de vier slechtst geklasseerde clubs in de degradatiegroep, waarin de ploegen nogmaals twee keer tegen de tegenstanders uit dezelfde groep speelden. Punten verworven in de eerste ronde worden mee doorgenomen naar de tweede ronde. Titelhouder FC Santa Coloma wist hun titel dit seizoen met succes te verdedigen.

## Teams en stadions

### Teams
Aan de Primera Divisió namen dit seizoen acht ploegen deel. De top-zes van vorig seizoen was zeker van deelname, net als UE Engordany, dat als kampioen van de Segona Divisió de plek van het gedegradeerde CE Principat innam. De laatste deelnemer was Inter Club d'Escaldes (nummer zeven van vorig seizoen), dat CE Jenlai versloeg in de nacompetitie.
- FC Santa Coloma
- UE Santa Coloma

| Club                  | Plaats              | Parochie            |
| --------------------- | ------------------- | ------------------- |
| FC Encamp             | Encamp              | Encamp              |
| UE Engordany          | Engordany           | Escaldes-Engordany  |
| Inter Club d'Escaldes | Les Escaldes        | Escaldes-Engordany  |
| FC Lusitanos          | Andorra la Vella    | Andorra la Vella    |
| FC Ordino             | Ordino              | Ordino              |
| UE Sant Julià         | Sant Julià de Lòria | Sant Julià de Lòria |
| FC Santa Coloma       | Santa Coloma        | Andorra la Vella    |
| UE Santa Coloma       | Santa Coloma        | Andorra la Vella    |

### Stadions
De wedstrijden in de Primera Divisió worden gespeeld op een accommodatie die door de Andorrese voetbalbond beheerd wordt. Dit seizoen werden de wedstrijden van Primera Divisió op drie locaties gespeeld, waarvan een in Spanje.
| Accommodatie              | Capaciteit | Plaats               | Parochie of comarca    |
| ------------------------- | ---------- | -------------------- | ---------------------- |
| Camp d'Esports d'Aixovall | 1.000      | Aixovall             | Sant Julià de Lòria    |
| Centre Esportiu d'Alàs    | 1.500      | Alàs i Cerc (Spanje) | Alt Urgell (Catalonië) |
| Estadi Comunal            | 1.300      | Andorra la Vella     | Andorra la Vella       |

## Eerste ronde
Alle ploegen speelden in de eerste ronde tweemaal tegen elkaar, voor een totaal van veertien duels. De top-vier kwalificeerde zich voor de kampioensgroep, de nummers vijf tot en met acht zouden uitkomen in de degradatiegroep. Na de tiende speelronde waren UE Engordany en Inter Club d'Escaldes zeker van deelname aan de degradatiegroep. Twee rondes later gold datzelfde ook voor FC Encamp en FC Ordino, waardoor de andere vier ploegen ( FC Lusitanos, UE Sant Julià, FC Santa Coloma en UE Santa Coloma) automatisch ook verzekerd waren van een plekje bij de beste vier.

### Eindstand eerste ronde
|    | club                  | Sp. | W  | F | V  | Pnt. | DV | DT | DS  |
| -- | --------------------- | --- | -- | - | -- | ---- | -- | -- | --- |
| 1. | FC Santa Coloma       | 14  | 10 | 1 | 3  | 31   | 53 | 7  | +46 |
| 2. | FC Lusitanos          | 14  | 10 | 1 | 3  | 31   | 45 | 17 | +28 |
| 3. | UE Santa Coloma       | 14  | 9  | 2 | 3  | 29   | 23 | 8  | +15 |
| 4. | UE Sant Julià         | 14  | 8  | 3 | 3  | 27   | 35 | 13 | +22 |
| 5. | FC Ordino             | 14  | 6  | 2 | 6  | 20   | 22 | 22 | 0   |
| 6. | FC Encamp             | 14  | 4  | 1 | 9  | 13   | 13 | 28 | –15 |
| 7. | UE Engordany          | 14  | 2  | 1 | 11 | 7    | 11 | 62 | –51 |
| 8. | Inter Club d'Escaldes | 14  | 1  | 1 | 12 | 4    | 7  | 52 | –45 |

### Legenda
| Kleur | Kwalificatie voor |
| ----- | ----------------- |
|       | Kampioensgroep    |
|       | Degradatiegroep   |

### Uitslagen
|                       | Enc   | Eng   | Int   | Lus   | Ord   | SJu   | FSC   | USC   |
| --------------------- | ----- | ----- | ----- | ----- | ----- | ----- | ----- | ----- |
| FC Encamp             |       | 2 - 3 | 3 - 1 | 0 - 6 | 1 - 0 | 0 - 1 | 0 - 3 | 1 - 0 |
| UE Engordany          | 0 - 3 |       | 3 - 2 | 0 - 5 | 1 - 3 | 0 - 5 | 0 - 9 | 0 - 2 |
| Inter Club d'Escaldes | 1 - 1 | 2 - 0 |       | 0 - 4 | 0 - 2 | 0 - 3 | 0 - 9 | 0 - 3 |
| FC Lusitanos          | 2 - 0 | 8 - 2 | 3 - 0 |       | 7 - 1 | 3 - 2 | 2 - 1 | 1 - 2 |
| FC Ordino             | 4 - 1 | 2 - 2 | 3 - 1 | 1 - 2 |       | 1 - 2 | 0 - 3 | 0 - 1 |
| UE Sant Julià         | 4 - 1 | 6 - 0 | 8 - 0 | 0 - 0 | 0 - 3 |       | 2 - 2 | 1 - 1 |
| FC Santa Coloma       | 1 - 0 | 9 - 0 | 7 - 0 | 5 - 1 | 0 - 1 | 2 - 0 |       | 2 - 0 |
| UE Santa Coloma       | 2 - 0 | 4 - 0 | 3 - 0 | 3 - 1 | 1 - 1 | 0 - 1 | 1 - 0 |       |

## Tweede ronde
In de tweede ronde speelden alle ploegen tweemaal tegen de ploegen uit dezelfde groep, waardoor ze in totaal op twintig wedstrijden uit zouden komen. De winnaar van de kampioensgroep was kampioen van Andorra en plaatste zich voor de Champions League. De nummer twee plaatste zich voor de Europa League. Indien de bekerwinnaar in de top-twee zou eindigen, zou ook de nummer drie deel mogen nemen aan de Europa League. De nummer vier van de degradatiegroep zou degraderen naar de Segona Divisió, de derde in die groep zou het in de nacompetitie moeten opnemen tegen de vicekampioen van de Segona Divisió, om hun plek in de Primera Divisió veilig te stellen.
FC Santa Coloma veroverde de titel pas op de slotdag. Na negentien duels hadden ze één punt meer dan UE Santa Coloma en drie punten meer dan FC Lusitanos, die echter al uitgeschakeld waren op basis van onderling resultaat. UE Sant Julià stond vier punten achter Lusitanos en was dus zeker van de vierde plek. FC Santa Coloma versloeg Sant Julià met 3-1, waardoor ze hun negende titel wonnen. UE Santa Coloma (dat had moeten winnen om nog kans te maken op het kampioenschap) verloor met 4-2 van Lusitanos, waardoor die laatste ploeg de tweede plek en het bijbehorende Europa League-ticket overnam van UE Santa Coloma.
In de degradatiegroep was FC Ordino na de eerste wedstrijd al zeker van handhaving. Na drie speelronden was ook FC Encamp veilig. De speelronde daarop wist UE Engordany dankzij een zege op Ordino rechtstreekse degradatie af te wenden. Dit betekende dat Inter Club d'Escaldes voor het eerst in de clubgeschiedenis degradeerde.

### Kampioensgroep
|    | club            | Sp. | W  | F | V | Pnt. | DV | DT | DS  |
| -- | --------------- | --- | -- | - | - | ---- | -- | -- | --- |
| 1. | FC Santa Coloma | 20  | 13 | 3 | 4 | 42   | 64 | 14 | +50 |
| 2. | FC Lusitanos    | 20  | 12 | 3 | 5 | 39   | 53 | 26 | +27 |
| 3. | UE Santa Coloma | 20  | 12 | 2 | 6 | 38   | 33 | 17 | +16 |
| 4. | UE Sant Julià   | 20  | 9  | 5 | 6 | 32   | 41 | 23 | +18 |

### Legenda
| Kleur | Kwalificatie voor                            |
| ----- | -------------------------------------------- |
|       | Eerste voorronde Champions League            |
|       | Eerste voorronde Europa League               |
|       | Bekerwinnaar, eerste voorronde Europa League |

### Uitslagen
|                 | Lus   | SJu   | FSC   | USC   |
| --------------- | ----- | ----- | ----- | ----- |
| FC Lusitanos    |       | 1 - 1 | 1 - 2 | 0 - 3 |
| UE Sant Julià   | 0 - 1 |       | 2 - 2 | 1 - 3 |
| FC Santa Coloma | 1 - 1 | 3 - 1 |       | 3 - 1 |
| UE Santa Coloma | 2 - 4 | 0 - 1 | 1 - 0 |       |

### Degradatiegroep
|    | club                  | Sp. | W | F | V  | Pnt. | DV | DT | DS  |
| -- | --------------------- | --- | - | - | -- | ---- | -- | -- | --- |
| 5. | FC Ordino             | 20  | 9 | 3 | 8  | 30   | 36 | 33 | +3  |
| 6. | FC Encamp             | 20  | 8 | 3 | 9  | 27   | 25 | 34 | –9  |
| 7. | UE Engordany          | 20  | 5 | 2 | 13 | 17   | 21 | 72 | –51 |
| 8. | Inter Club d'Escaldes | 20  | 1 | 1 | 18 | 4    | 9  | 63 | –54 |

### Legenda
| Kleur | Kwalificatie voor                                 |
| ----- | ------------------------------------------------- |
|       | Play-offs tegen degradatie naar de Segona Divisió |
|       | Degradatie naar de Segona Divisió                 |

### Uitslagen
|                       | Enc   | Eng   | Int   | Ord   |
| --------------------- | ----- | ----- | ----- | ----- |
| FC Encamp             |       | 1 - 1 | 2 - 1 | 1 - 1 |
| UE Engordany          | 0 - 3 |       | 3 - 0 | 2 - 5 |
| Inter Club d'Escaldes | 0 - 1 | 0 - 1 |       | 1 - 2 |
| FC Ordino             | 3 - 4 | 1 - 3 | 2 - 0 |       |

## Play-offs
De nummer zeven van de Primera Divisió (UE Engordany) speelde twee duels tegen de nummer twee van de Segona Divisió (Atlètic Club d'Escaldes) om één plaats in de Primera Divisió van volgend seizoen. UE Engordany handhaafde zich door beide wedstrijden met 2-1 te winnen.
|                       |                                 |         |                             |                                                                       |
| 20 mei 2015 21:30 uur | UE Engordany                    | 2 – 1   | Atlètic Club d'Escaldes (2) | Camp d'Esports d'Aixovall, Aixovall Scheidsrechter: Ignasi Villamayor |
| 20 mei 2015 21:30 uur | Medina 69' D'Almeida 85' (pen.) | Verslag | 70' (pen.) Manu Celiz       | Camp d'Esports d'Aixovall, Aixovall Scheidsrechter: Ignasi Villamayor |

|                       |                             |         |                         |                                                                            |
| 24 mei 2015 12:00 uur | (2) Atlètic Club d'Escaldes | 1 – 2   | UE Engordany            | Camp d'Esports d'Aixovall, Aixovall Scheidsrechter: Ernesto Gómez (Spanje) |
| 24 mei 2015 12:00 uur | Manu Celiz 34'              | Verslag | 74', 83' Mamadou Saliou | Camp d'Esports d'Aixovall, Aixovall Scheidsrechter: Ernesto Gómez (Spanje) |

 UE Engordany wint met 4-2 over twee wedstrijden.

## Positieverloop per club
| Club                  | 1 | 2 | 3 | 4 | 5 | 6 | 7 | 8 | 9 | 10 | 11 | 12 | 13 | 14 | 15 | 16 | 17 | 18 | 19 | 20 |
| --------------------- | - | - | - | - | - | - | - | - | - | -- | -- | -- | -- | -- | -- | -- | -- | -- | -- | -- |
| FC Santa Coloma       | 2 | 4 | 5 | 3 | 3 | 4 | 4 | 4 | 3 | 3  | 3  | 3  | 1  | 1  | 3  | 2  | 3  | 1  | 1  | 1  |
| FC Lusitanos          | 7 | 5 | 4 | 2 | 2 | 1 | 1 | 2 | 4 | 4  | 4  | 4  | 2  | 2  | 1  | 1  | 1  | 2  | 3  | 2  |
| UE Santa Coloma       | 1 | 1 | 1 | 1 | 1 | 2 | 2 | 1 | 1 | 2  | 2  | 2  | 4  | 3  | 2  | 3  | 2  | 3  | 2  | 3  |
| UE Sant Julià         | 8 | 3 | 2 | 5 | 4 | 3 | 3 | 3 | 2 | 1  | 1  | 1  | 3  | 4  | 4  | 4  | 4  | 4  | 4  | 4  |
| FC Ordino             | 6 | 8 | 6 | 4 | 5 | 5 | 5 | 5 | 5 | 5  | 5  | 5  | 5  | 5  | 5  | 5  | 5  | 5  | 5  | 5  |
| FC Encamp             | 4 | 2 | 4 | 6 | 6 | 6 | 6 | 6 | 6 | 6  | 6  | 6  | 6  | 6  | 6  | 6  | 6  | 6  | 6  | 6  |
| UE Engordany          | 3 | 6 | 7 | 7 | 7 | 7 | 7 | 8 | 8 | 8  | 8  | 8  | 7  | 7  | 7  | 7  | 7  | 7  | 7  | 7  |
| Inter Club d'Escaldes | 5 | 7 | 8 | 8 | 8 | 8 | 8 | 7 | 7 | 7  | 7  | 7  | 8  | 8  | 8  | 8  | 8  | 8  | 8  | 8  |

## Topscorers
Andorrees international Cristian Martínez van FC Santa Coloma werd topscorer met 22 doelpunten.
| №  | Speler               | Club            | Goals |
| -- | -------------------- | --------------- | ----- |
| 1. | Cristian Martínez    | FC Santa Coloma | 22    |
| 2. | Gabi Riera           | FC Santa Coloma | 11    |
| 2. | José Antonio Aguilar | FC Lusitanos    | 11    |
| 4. | Bruninho             | FC Lusitanos    | 9     |
| 5. | Jordi Rubio          | UE Santa Coloma | 8     |